# Priestley (Mondkrater)
Priestley ist ein Einschlagkrater auf der Südhälfte der Mondrückseite.
Der Krater liegt nordwestlich des riesigen Kraters Schrödinger, nördlich des größeren Kraters Sikorsky und südlich des ebenfalls größeren Lebedev.
Der Kraterrand ist erodiert, im Norden ist er vom Nebenkrater Priestley X überlagert, dessen Kraterwand Teil der inneren Kraterwand von Priestley ist. Im südwestlichen Rand finden sich ebenfalls Einschläge. Der Kraterboden ist eben und weist keine nennenswerten Strukturen auf.
Südlich des Kraters findet sich eine Vertiefung, die mit Lava gefüllt ist. Dieses von Lava überflutete Gebiet zieht sich zirka 200 km westwärts.

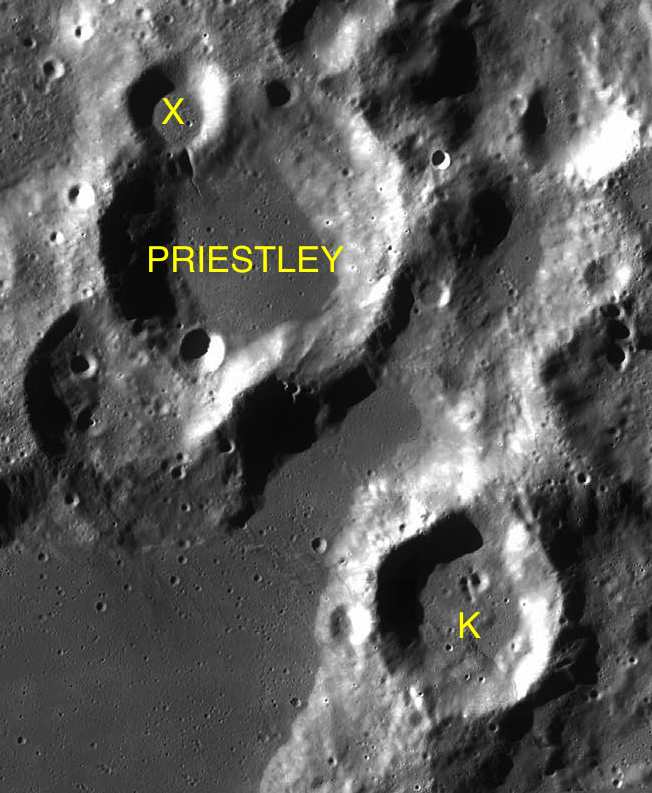
Priestley mit seinen Nebenkratern

Priestley hat zwei mit K und X bezeichnete Nebenkrater:
| Buchstabe | Position            | Durchmesser | Link |
| --------- | ------------------- | ----------- | ---- |
| K         | 58,96° S, 110,41° O | 34 km       |      |
| X         | 55,93° S, 107,87° O | 19 km       |      |

Der Krater wurde 1970 von der IAU offiziell nach dem britischen Chemiker Joseph Priestley benannt.